# Agnès II de Dammartin
 (juin 2024).
Si vous disposez d'ouvrages ou d'articles de référence ou si vous connaissez des sites web de qualité traitant du thème abordé ici, merci de compléter l'article en donnant les références utiles à sa vérifiabilité et en les liant à la section « Notes et références ».
Agnès II de Dammartin (floruit 1507) est une religieuse germano-romaine en tant que princesse abbesse de l'abbaye impériale de Remiremont en France. Elle occupe la charge d'abbesse de 1505 à 1507.
Pendant son mandat, la discipline au sein de l'institution est caractérisée comme laxiste. Les religieuses du chapitre s'autoproclament chanoinesses sans l'approbation papale, limitent l'admission aux novices ayant une ascendance noble, et ne prononcent pas de vœux.